# Victor Hugo Santana Carvalho
Victor Hugo Santana Carvalho, mais conhecido como Vitinho (São Paulo, 24 de março de 1998), é um futebolista brasileiro que atua como meia. Atualmente, joga pelo Red Bull Bragantino.

## Carreira
Com 13 anos ingressou nas categorias de base do Palmeiras, após avaliação, em 2011. Pelo Sub-17, foi vice campeão paulista da categoria em 2014, atuando ao lado de Gabriel Jesus. Atuando já pelo Sub-20, foi eleito o melhor jogador do Torneio Internacional de Bellinzona, vencido pelo Palmeiras na Suíça.
Com passagens por todas as categorias de base da Seleção Brasileira, conquistou a Suwon Continental Cup Sub-17, realizada na Coreia do Sul, em setembro de 2015, vestindo a camisa 10. Também disputou pelo Brasil o Torneio de Banyoles, na Espanha, a Copa Internacional do Mediterrâneo e o Torneio das Nações, na Itália.
Chamou a atenção da torcida palmeirense após disputar pela primeira vez a Copa São Paulo de Futebol Júnior em 2016.
Em 2016, foi incorporado ao elenco profissional do Palmeiras, tendo seu contrato renovado até 2021. Estreou pelo Clube em 21 de junho de 2016, em partida válida pela décima rodada do Campeonato Brasileiro. Na ocasião o Palmeiras venceu o América Mineiro por 2-0 no Allianz Parque, Vitinho entrou aos 32 minutos do segundo tempo, substituindo Cleiton Xavier.

### Palmeiras
O meia Vitinho é mais um jovem destaque da base do Palmeiras a receber oportunidade no clube. Rápido, habilidoso e com boa visão de jogo, é destaque das categorias menores desde 2013, como armador de suas equipes. Nascido em São Paulo-SP, ele chegou ao Verdão em 2011, aprovado em uma avaliação, e começou a chamar a atenção da torcida alviverde ao disputar sua primeira Copa São Paulo de Futebol Júnior, em 2016.
Ex-companheiro de Gabriel Jesus na base, Vitinho foi vice-campeão paulista sub-17 ao lado do atacante em 2014. No Sub-20, foi eleito o melhor jogador do Torneio Internacional de Bellinzona, vencido pelo Palmeiras na Suíça. Convocado a treinar com o time profissional e iniciar o processo de transição, mostrou bom desempenho e chamou a atenção do técnico Cuca – tanto que fez sua estreia na vitória sobre o América-MG, pelo Brasileirão.
Com passagens por todas as categorias de base da Seleção Brasileira, ele vestiu a camisa 10 amarelinha na conquista da Suwon Continental Cup Sub-17, realizada na Coreia do Sul, em setembro de 2015. Também disputou pelo Brasil o Torneio de Banyoles, na Espanha, a Copa Internacional do Mediterrâneo e o Torneio das Nações, na Itália.
Vitinho marcou seu primeiro gol pelo palmeiras em um amistoso contra a Chapecoense, amistoso no qual foi realizado em janeiro de 2017 para arrecadar fundos para as vitimas da tragédia do voo da equipe de Chapecó.
No segundo semestre de 2016, Vitinho recebeu sondagens do clube alemão Bayern de Munique, e em fevereiro de 2017 o clube volta a olhar a situação do atleta brasileiro, mas o Palmeiras blinda o atleta. Em junho de 2017, o clube espanhol Barcelona sonda o atleta com interesse de empréstimo.

### Barcelona B
Em 11 de julho de 2017, ele foi para o Barcelona até 30 de junho de 2018, com opção de compra  ao final da temporada fixada em 12 milhões de euros (R$ 44 milhões). Vitinho foi utilizado no time B do Barcelona,  mas participará da pré-temporada da equipe principal, sob o comando do técnico Ernesto Valverde.

### São Caetano
No dia 17 de janeiro de 2019, assina contrato de empréstimo pelo São Caetano.

### Red Bull Bragantino
Em 14 de agosto de 2019, foi emprestado ao Red Bull Bragantino até o fim do Campeonato Paulista de 2020. Em maio de 2020, o empréstimo foi prorrogado até o fim de 2020 com uma cláusula de obrigação de compra e depois foi mais uma vez prorrogado até o fim de fevereiro de 2021.
No dia 4 de março de 2021, o Red Bull Bragantino exerceu a cláusula e o adquiriu em definitivo até 31 de dezembro de 2025.

## Seleção Brasileira
Vitinho foi convocado em 2015 para participar do torneio continental sub-17 pela seleção de base do Brasil, No qual foram campeões da competição e Vitinho sendo o principal jogador do Brasil, e levou o prêmio de melhor jogador da competição.

## Estatísticas
Atualizado até 3 de março de 2021.

### Clubes
| Equipe              | Temporada         | Campeonato nacional | Campeonato nacional | Campeonato nacional | Copa nacional[a] | Copa nacional[a] | Copa nacional[a] | Competições continentais[b] | Competições continentais[b] | Competições continentais[b] | Outros torneios[c] | Outros torneios[c] | Outros torneios[c] | Total | Total | Total   |
| Equipe              | Temporada         | Jogos               | Gols                | Assist.             | Jogos            | Gols             | Assist.          | Jogos                       | Gols                        | Assist.                     | Jogos              | Gols               | Assist.            | Jogos | Gols  | Assist. |
| ------------------- | ----------------- | ------------------- | ------------------- | ------------------- | ---------------- | ---------------- | ---------------- | --------------------------- | --------------------------- | --------------------------- | ------------------ | ------------------ | ------------------ | ----- | ----- | ------- |
| Palmeiras           | 2016              | 2                   | 0                   | 0                   | 2                | 0                | 0                | —                           | —                           | —                           | —                  | —                  | —                  | 4     | 0     | 0       |
| Palmeiras           | 2017              | 0                   | 0                   | 0                   | 0                | 0                | 0                | —                           | —                           | —                           | 2                  | 0                  | 0                  | 2     | 0     | 0       |
| Palmeiras           | Total             | 2                   | 0                   | 0                   | 2                | 0                | 0                | 0                           | 0                           | 0                           | 2                  | 0                  | 0                  | 6     | 0     | 0       |
| Barcelona B         | 2017–18           | 25                  | 1                   | 1                   | —                | —                | —                | —                           | —                           | —                           | —                  | —                  | —                  | 25    | 1     | 1       |
| Barcelona B         | Total             | 25                  | 1                   | 1                   | 0                | 0                | 0                | 0                           | 0                           | 0                           | 0                  | 0                  | 0                  | 25    | 1     | 1       |
| Palmeiras           | 2018              | 0                   | 0                   | 0                   | 0                | 0                | 0                | —                           | —                           | —                           | —                  | —                  | —                  | 0     | 0     | 0       |
| Palmeiras           | Total             | 0                   | 0                   | 0                   | 0                | 0                | 0                | 0                           | 0                           | 0                           | 0                  | 0                  | 0                  | 0     | 0     | 0       |
| São Caetano         | 2019              | —                   | —                   | —                   | —                | —                | —                | —                           | —                           | —                           | 10                 | 2                  | 0                  | 10    | 2     | 0       |
| São Caetano         | Total             | 0                   | 0                   | 0                   | 0                | 0                | 0                | 0                           | 0                           | 0                           | 10                 | 2                  | 0                  | 10    | 2     | 0       |
| Red Bull Bragantino | 2020              | 9                   | 0                   | 1                   | —                | —                | —                | —                           | —                           | —                           | —                  | —                  | —                  | 9     | 0     | 1       |
| Red Bull Bragantino | 2020              | 4                   | 0                   | 0                   | —                | —                | —                | —                           | —                           | —                           | 11                 | 0                  | 1                  | 15    | 0     | 1       |
| Red Bull Bragantino | 2021              | —                   | —                   | —                   | —                | —                | —                | —                           | —                           | —                           | 2                  | 2                  | 0                  | 2     | 2     | 0       |
| Red Bull Bragantino | Total             | 13                  | 0                   | 1                   | 0                | 0                | 0                | 0                           | 0                           | 0                           | 13                 | 2                  | 1                  | 26    | 2     | 2       |
| Total na carreira   | Total na carreira | 40                  | 1                   | 2                   | 2                | 0                | 0                | 0                           | 0                           | 0                           | 25                 | 4                  | 1                  | 67    | 5     | 3       |

- a. ^ Jogos da Copa do Brasil
- b. ^ Jogos da Copa Sul-Americana
- c. ^ Jogos do Campeonato Paulista

## Títulos
Palmeiras
- Campeonato Brasileiro: 2016 e 2018

Red Bull Bragantino
- Campeonato Brasileiro - Série B: 2019
- Campeonato Paulista do Interior: 2020

Seleção Brasileira (Sub-17)
- Suwon Continental Cup Sub-17: 2015

## Prêmios individuais
- Melhor Jogador do Torneio Internacional de Bellinzona, Suíça: 2016[9]